# Martin Dahlin
Martin Nathaniel Dahlin (* 16. duben 1968, Uddevalla) je bývalý švédský fotbalista. Hrával na pozici útočníka.
Se švédskou fotbalovou reprezentací získal bronzovou medaili na mistrovství Evropy roku 1992 i na mistrovství světa roku 1994. Celkem za národní tým odehrál 60 utkání a vstřelil v nich 29 gólů.
S Malmö FF se stal mistrem Švédska (1988) a jednou získal švédský pohár (1989). S Borussií Mönchengladbach vyhrál pohár německý (1994/95). Roku 1988 byl nejlepším střelcem švédské ligy.
Roku 1993 byl vyhlášen nejlepším fotbalistou Švédska.